# Alaotra Mangoro
Alaotra Mangoro é uma região de Madagáscar localizada na província de Toamasina. Sua capital é a cidade de Ambatondrazaka. Possui população estimada de 877.700 (2004) e área de 31.948 km².

## Distritos
Alaotra-Mangoro é dividido em 5 distritos, que são sub-divididos em 82 comunas.
- Distrito de Ambatondrazaka - 20 comunas
- Distrito de Amparafaravola - 21 comunas
- Distrito de Andilamena - 8 comunas
- Distrito de Anosibe An'ala - 11 comunas
- Distrito de Moramanga - 22 comunas

## Natureza
- Reserva de Analamazoatra
- Parque Nacional de Andasibe-Mantadia
- Parque Nacional de Zahamena